# Armagnacs
Pour les articles homonymes, voir Armagnac.
 (octobre 2015).

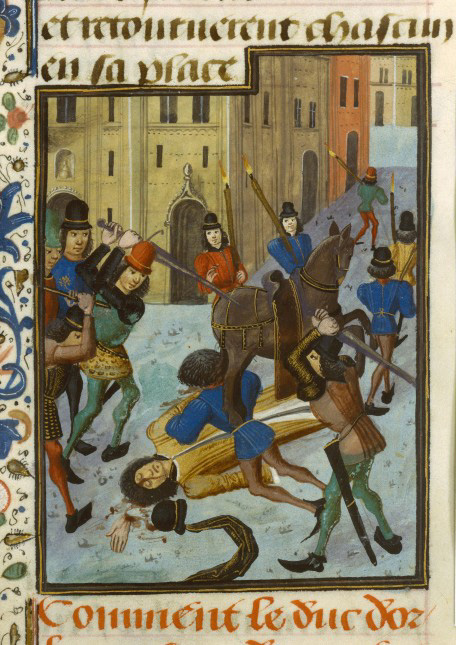
Assassinat de Louis d’Orléans, chef des Armagnacs, le 23 novembre 1407, à Paris, poterne Barbette, par les Bourguignons.

Les Armagnacs sont, au cours de la guerre de Cent Ans, sous les règnes de Charles VI et de Charles VII, une faction favorable à la maison d'Orléans, affiliée à la maison d'Armagnac, opposée à la faction des Bourguignons, soutenant la maison de Bourgogne. L'existence de ces deux factions s'étend de 1407/1410 à 1435.
L'assassinat du duc Louis d'Orléans en 1407 par des partisans du duc de Bourgogne Jean sans Peur est l'origine du conflit meurtrier entre ces deux factions, qui à partir de 1415, interfère avec la reprise du conflit entre le roi de France et le roi d'Angleterre.
Lorsque, en 1419, Jean sans Peur est à son tour assassiné en présence du dauphin Charles, les Bourguignons accusent celui-ci d'être complice et se rallient à Henri V, qui a battu l'armée française à Azincourt en 1415. Les Armagnacs se mettent au contraire au service du dauphin Charles, notamment lorsque celui-ci, chassé de Paris, se réfugie au sud de la Loire, devenant le « roi de Bourges ».
Le conflit prend fin en 1435 au traité d'Arras, par lequel le duc de Bourgogne Philippe le Bon reconnait Charles VII comme roi de France.

## Contexte
À l'origine, un conflit politique oppose le duc de Bourgogne Philippe le Hardi et le duc d'Orléans Louis Ier. 
Du fait de la folie de Charles VI, apparue au début des années 1390, la France est gouvernée  à partir de 1393 par un conseil de régence présidé par la reine Isabeau de Bavière. Au sein de ce conseil siègent le frère du roi le duc d'Orléans et l'oncle du roi le duc de Bourgogne, mais c'est le duc de Bourgogne qui domine le conseil. 
La mort de Philippe le Hardi en 1404 constitue un changement majeur.

## Formation de la faction d'Armagnac (1407-1410)
Le fils de Philippe, Jean sans Peur, a beaucoup moins de prestige et d'influence, ce qui renforce la position de Louis d'Orléans. Celui-ci est accusé par des rumeurs d'avoir une liaison avec la reine (des années plus tard, le dauphin Charles sera accusé d'être le fils du duc d'Orléans, un bâtard).
Le duc de Bourgogne a plusieurs autres motifs de mécontentement envers le duc d'Orléans. 
Jean sans peur, qui détient le duché de Bourgogne et le comté de Flandre, voudrait établir une continuité territoriale entre ces deux fiefs, mais il en est empêché par Louis d'Orléans qui achète le duché de Luxembourg en gagère. D'autre part, les partisans du duc de Bourgogne sont peu à peu évincés du conseil de régence. 
Jean sans Peur vient menacer Paris en 1405. Cette intimidation ne suffisant pas, il décide de faire assassiner son rival. L'assassinat a lieu le 23 novembre 1407 à Paris.
Les partisans de Louis d'Orléans vont alors se rassembler autour du comte d'Armagnac Bernard VII, beau-père du nouveau duc d'Orléans Charles (1394-1465). 
Lors du mariage de Charles d'Orléans avec Bonne d'Armagnac (1395-1430) le 15 avril 1410, une ligue contre Jean sans Peur est formée à Gien, avec les ducs de Berry, de Bourbon et de Bretagne, les comtes d'Alençon et de Clermont. 

## Événements notables
Voir la page Guerre civile entre Armagnacs et Bourguignons

## Fin du parti des Armagnacs (1435)
En 1435, le traité d'Arras met fin à ce conflit, alors que la guerre contre les Anglais se poursuit jusqu'en 1453 (prise définitive de Bordeaux).
Les nobles seigneurs et leurs soldats retournent à leurs châteaux. En revanche, les mercenaires démobilisés continuent de ravager villes et campagne. On les appelle en général écorcheurs, mais le nom d'« Armagnacs » continue de leur être appliqué dans l'Est de la France.

## Liste des principaux Armagnacs

Blason de la maison Armagnac.

- Charles Ier, duc d'Orléans (1394-1465), fils du duc Louis Ier d'Orléans.
- Bernard VII d'Armagnac, comte d'Armagnac
- Jean Ier de Bourbon, duc de Bourbon, comte de Clermont et de Forez.
- Louis Ier de Bourbon-Vendôme (1376-1446), comte de Vendôme (1393-1446).
- Guillaume II, vicomte de Narbonne.
- Arnault Guilhem de Barbazan.
- Pierre de Bréban, amiral de France, comte de Namur.